# Idaea diffluata
Idaea diffluata är en fjärilsart som beskrevs av Hans Reisser 1961. Idaea diffluata ingår i släktet Idaea och familjen mätare. Inga underarter finns listade i Catalogue of Life.